# Lolita Roy

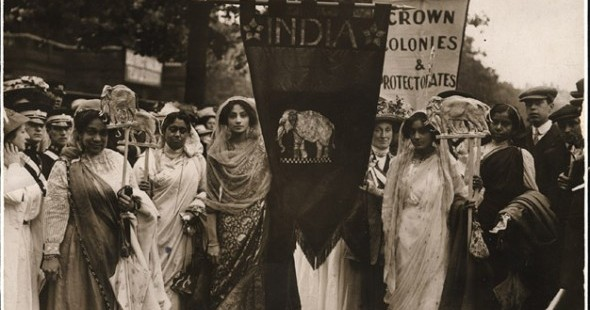
Indische Suffragisten auf der Krönungsprozession der Frauen 1911, Lolita Roy auf der linken Seite. Frauenwahlrechtsvereine hatten die Demonstration organisiert, die am Vorabend der Krönung von George V. abgehalten wurde, um das Wahlrecht einzufordern

Lolita Roy (* 1865 in Kalkutta, Britisch-Indien; † im 20. Jahrhundert) war eine indische Sozialreformerin und Frauenrechtlerin. Sie wurde 1911 in The Vote als eine der am stärksten emanzipierten indischen Frauen beschrieben.

## Leben und Werk
Roy heiratete um 1886 den Anwalt und Leiter Staatsanwaltschaft in Kalkutta, Piera Lal Roy, mit dem sie sechs Kinder bekam. Um 1900 lebten Roy und ihre Kinder in West-London. In London war Roy in mehreren sozialen und aktivistischen Vereinigungen für Inder aktiv. Sie wurde 1910 Präsidentin der London Indian Union Society und war Mitglied des Komitees der National Indian Association, die 1870 von Mary Carpenter gegründet worden war. Die London Union Society unterstützte die damals rund 700 indischen Universitätsstudenten in London. 1909 war Roy an der Gründung der Indian Women’s Education Association beteiligt, die Gelder sammelte, um indische Frauen nach Großbritannien zu bringen, damit diese als Lehrerinnen ausgebildet wurden.
Am 17. Juni 1911 organisierte die Women’s Social and Political Union (WSPU) eine Women’s Coronation Procession, die am Vorabend der Krönung von George V. abgehalten wurde, um das Wahlrecht einzufordern. Jane Cobden und Roy versammelten im Vorfeld der Prozession eine Gruppe indischer Frauen, die die Stärke der Unterstützung für das Frauenwahlrecht im gesamten Imperium zeigen sollte. Ein Foto von der Prozession zeigt Roy, Bhagwati Bhola Nauth und Leilavati Mukerjea, Roys Tochter. Auch die Aktivistin und Theosophin Annie Besant marschierte mit den indischen Suffragisten. 1912 und 1913 unterstützt Roy die Produktion mehrerer indischer Theaterstücke, die in London und Cambridge aufgeführt wurden, und beriet die Künstler bezüglich traditioneller Kleidung.
Nach Kriegsausbruch 1914 wurde Roy Ehrensekretärin der Eastern League, die von indischen und britischen Frauen gegründet wurde, um Geld für den Indian Soldiers’ Fund zu sammeln. Sie organisierte im November 1916 zusammen mit der Frauenrechtlerin Sophia Duleep Singh und anderen einen „Ladies Day“, bei dem sie auf dem Haymarket in London Gegenstände verkauften, um Geld für indische Soldaten zu sammeln.
Während ihrer zwei Jahrzehnte in London hatte Roy sich aktiv für die indische Gemeinde, für soziale Wohlfahrtsaktivitäten und für die Bekanntheit von Wahlkampfkampagnen in Großbritannien und Indien eingesetzt. Neben ihrer Arbeit für das Wahlrecht in Großbritannien setzte sich Roy aktiv für das Frauenwahlrecht in Indien ein. Dazu gehörten Petitionen an die britische Regierung, die Teilnahme an einer Sitzung im Unterhaus und öffentliche Reden zur Unterstützung des indischen Frauenwahlrechts. In den 1920er Jahren engagierte sie sich in Indien bei der Women’s Association of Simla und der All-India Women’s Conference.
Das Todesdatum von Lolita Roy ist unbekannt.

## Anerkennungen
In den letzten Jahren haben britische Historiker und Aktivisten versucht, den Beiträgen von Menschen ausländischer Herkunft innerhalb der britischen Wahlrechtsbewegung, darunter Lolita Roy, größere Anerkennung zu verleihen. Im April 2018 wurde unter der Millicent-Fawcett-Statue am Parliament Square ein Sockel errichtet, der die Bilder von zwei Frauen indischer Herkunft zeigt: der in Norfolk geborenen Patentochter von Königin Victoria, Sophia Duleep Singh und Lolita Roy. Im selben Jahr wurde in der Hammersmith Town Hall eine Ausstellung gezeigt, welche Roys Arbeit in der Wahlrechtsbewegung dokumentierte.